# Донато Каризи
Донато Каризи (на английски: Donato Carrisi) е италиански журналист, драматург, сценарист, кинорежисьор и писател на произведения в жанра трилър, криминален роман и драма.

## Биография и творчество
Донато Каризи е роден на 25 март 1973 г. в Мартина Франка, Пулия, Италия. Завършва гимназия „Тито Ливио Класико“ в родния си град. Следва право с дисертация на тема „Луиджи Киати – Чудовището на Фолиньо“. После специализира криминология и поведенчески науки.
Започва да пише пиеси на 19 години. Първата му пиеса е комедията „Molly, Morthy e Morgan“ за театралната група „Виварте“ (основана заедно с музиканта Вито Ло Ре). Следват още пиеси и мюзикъли. От 1999 г., със съдействието на продуцента Акиле Манцоти, работи като телевизионен сценарист.
Първият му роман „Шепнещият“ от поредицата „Мила Васкес“ е издаден през 2009 г.
Инспекторката Мила Васкес е специалистка по издирването на изчезнали деца и е включена в екипа от следователи, ръководен от топ криминалиста Горан Гавила, за да разследва сериен убиец, който отвлича момичета от различна възраст. Разследването е затруднено след като първият заподозрян се самоубива още в полицейския участък. Романът „Шепнещият“ става бестселър и получава италианската наградата на книжарите „Банкарела“ за най-добра книга на годината, наградата за трилър на френските читатели, и други награди. Романът има над 19 издания в Италия и е преведен в повече от 26 страни по света.
През 2017 г. става режисьор и сценарист на екранизацията на романа си „La ragazza nella nebbia“ (Момичето в мъглата) в едноименния филм с участието на Жан Рено, Тони Сервило и Алесио Бони. Филмът е удостоен с наградата „Давид на Донатело“ през 2018 г.
През 2018 г. става преподавател в Свободния университет за езици и комуникация в Милано, като преподава курса „Сценарии в жанра: трилър, ноар, мистерия, съспенс“.
През 2019 г. е продуцент, режисьор и сценарист на екранизацията на романа си „L'uomo del labirinto“ (Мъжът от лабиринта) в едноименния филм с участието на Тони Сервило, Валентина Беле и Дъстин Хофман.
Той е редовен сътрудник на миланския всекидневник „Кориере дела Сера“.
Донато Каризи живее в Рим.

## Произведения

### Самостоятелни романи
- La donna dei fiori di carta (2012)
- La ragazza nella nebbia (2015)
- La casa delle voci (2019)
- Io sono l'abisso (2020)
- Eva e la sedia vuota (2022)

### Серия „Мила Васкес“ (Mila Vasquez)
1. Il suggeritore (2009)
Шепнещият, изд.: ИК „Рива“, София (2018), прев. Иво Йонков
2. L'ipotesi del male (2013)
3. L'uomo del labirinto (2017)
4. Il gioco del suggeritore (2018)

### Серия „Маркус и Сандра“ (Marcus e Sandra)
1. Il tribunale delle anime (2011)
2. Il cacciatore del buio (2014)
3. Il maestro delle ombre (2016)

### Серия „Пиетро Джербер“ (Pietro Gerber)
1. La casa delle voci (2019)
2. La casa senza ricordi (2021)
3. La casa delle luci (2022)

### Пиеси
- Molly, Morthy e Morgan
- Cadaveri si nasce!
- Non tutte le ciambelle vengono per nuocere
- Arturo nella notte...
- Il Fumo di Guzman
- The Siren Bride – мюзикъл
- Dracula – мюзикъл

## Филмография

### Сценарии и екранизации

#### Телевизия
- Casa famiglia (2001) – сериал
- Casa famiglia 2 (2003) – сериал
- Era mio fratello (2007)
- Nassiryia – Per non dimenticare (2007)
- Squadra antimafia – Palermo oggi (2009) – сериал
- Moana (2009) – минисериал

#### Кино
- La ragazza nella nebbia (2017)
- L'uomo del labirinto (2019)

### Режисура
- La ragazza nella nebbia (2017)
- L'uomo del labirinto (2019)